# Mecistogaster ornata
Mecistogaster ornata är en trollsländeart. Mecistogaster ornata ingår i släktet Mecistogaster och familjen Pseudostigmatidae. IUCN kategoriserar arten globalt som livskraftig.

## Underarter
Arten delas in i följande underarter:
- M. o. acutipennis
- M. o. ornata